# クマノミズキ
クマノミズキ（熊野水木・女真、学名: Cornus macrophylla）はミズキ科ミズキ属の落葉高木。山地に生える。和名は、三重県熊野に産するミズキの意味。熊野の地名がつくが、ミズキとともに日本全国各地でみられる。

## 分布と生育環境
日本では、本州（主に近畿以西）、四国、九州に分布し、山地に自生する。アジアでは、朝鮮、台湾、中国、ヒマラヤ、アフガニスタンに分布する。

## 特徴
落葉広葉樹の高木で、樹高は8 - 12メートル (m) になる。枝は横に張り出し、枝先が上を向くミズキ科特有の樹形になる。樹皮は灰褐色から灰黒緑色で縦筋が入る。一年枝は緑色や赤褐色で、ほぼ無毛、4 - 6の縦稜がある。葉は、長さ1 - 3センチメートル (cm) の葉柄をもって枝に対生し、形は卵形または楕円形で、先端は長い鋭尖頭で基部はくさび形、縁は全縁。葉身の長さ6 - 16 cm、幅3 - 7 cmで、裏面はやや粉白色になる。
花期は6 - 7月。新枝の先に、径8 - 14 cmの散房花序をつける。花は多数の白色4弁花。果期は10月。果実は核果で、径5ミリメートル (mm) ほどの球形で紫黒色に熟す。
冬芽は裸芽で、黒っぽい毛に覆われた幼い葉が2枚向き合い、先は白い毛があり筆の穂先のようになる。枝先に頂芽がつき、枝には側芽が対生する。葉痕は突き出し、葉痕から稜が下方に伸びる。葉痕に維管束痕が3個つく。

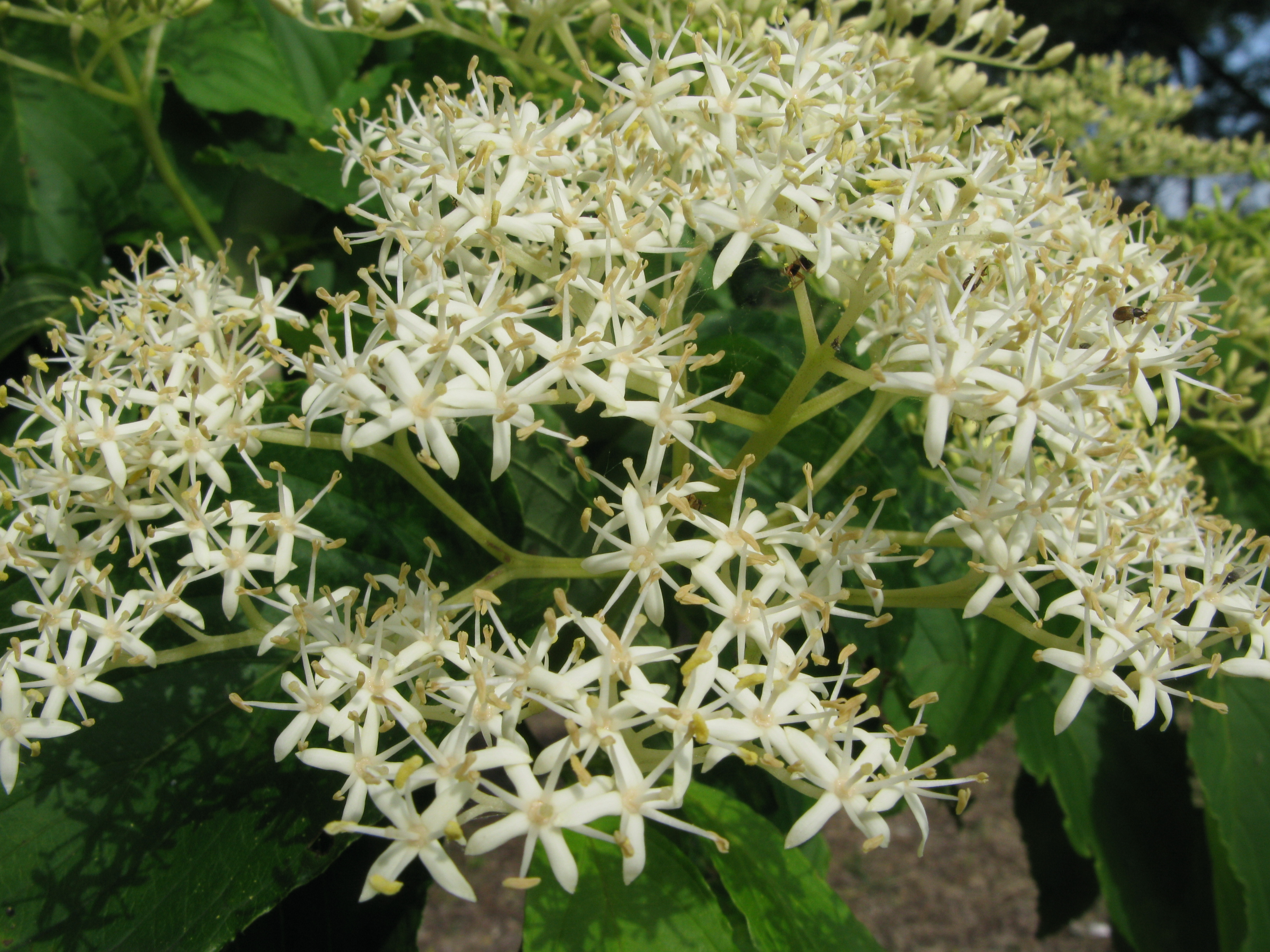
花弁4枚、雄蕊4本の花
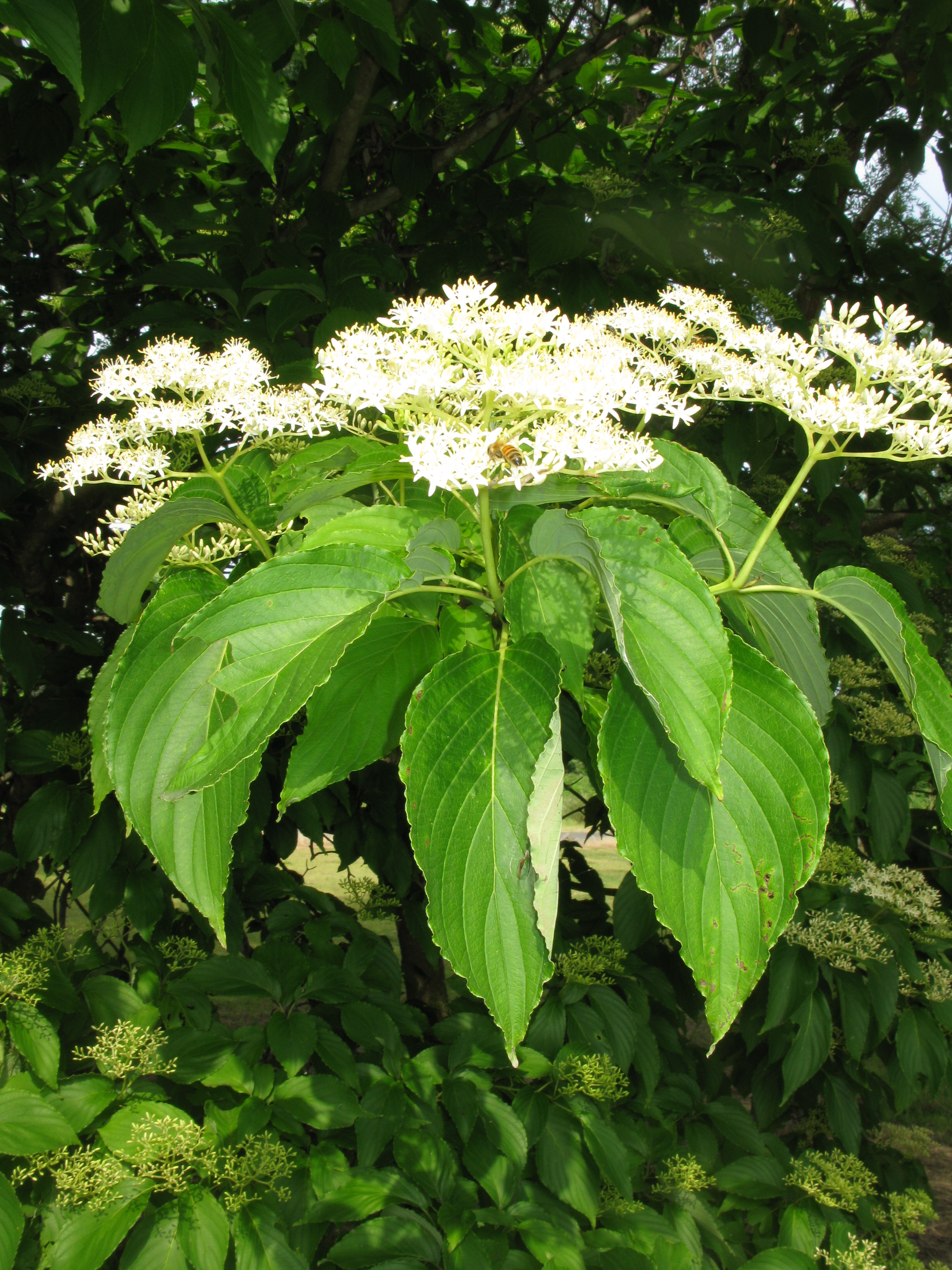
葉は枝に対生する

## ミズキ属の植物
- ミズキ（水木） Cornus controversa var. controversa

ミズキはクマノミズキより花期は1月ほど早く、葉は枝に互生する。